# Земиджан
Земиджанът (zémidjan), наричан също зем (zém) или земи (zémi), е мотоциклетно превозно средство, типичното такси за Бенин.
Наименованието произлиза от езика фон, където дума означава „вземи ме бързо“.
Най-много земиджани има в най-големия град на страната Котону, където по приблизителна оценка има около 40 000 броя.
Земиджаните могат да превозват по 1 – 2 пътници на близки разстояния в града. Техните водачи носят униформи, които са цветен символ на града, и имат регистрационни номера на гърба.